# Protuberantia occipitalis interna

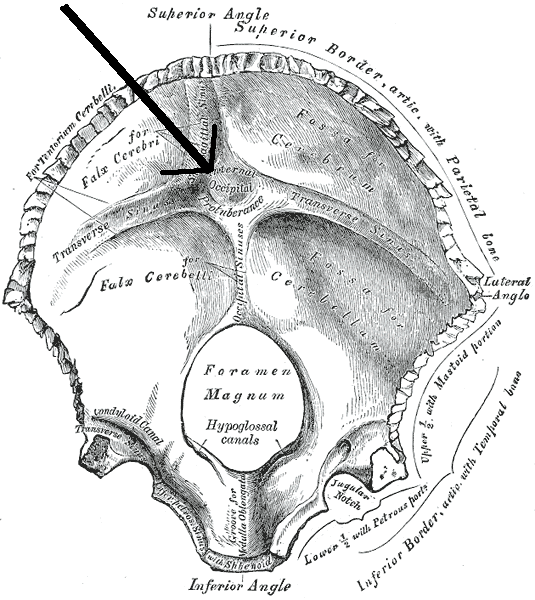
Elhelyezkedése a nyakszirtcsonton

A protuberantia occipitalis interna a nyakszirtcsonton (os occipitale) található az eminentia cruciformis négy vonalának találkozásánál.
A sinus transversus innen ered, a csontnak e részén találhatók a sinus transversus bemélyedései